# ستافودين
ستافودين (بالإنجليزية: Stavudine)‏ هو دواء يُستعمل في علاج:
- إيدز[10][11]
- عدوى فيروس العوز المناعي البشري[10]

## دوره
يلعب هذا الدواء دورًا في علاج الأمراض كونه:
- مضاد المئيضة